# サミュエル・ウィリアムズ
サミュエル・ウェルズ・ウィリアムズ（Samuel Wells Williams、中国名：衛三畏、1812年9月22日 - 1884年2月18日）は、19世紀中ごろのアメリカ合衆国出身の言語学者・外交官・宣教師・中国学者。ペリー艦隊の通訳として来日（黒船来航、1853年および1855年）。その後も在中国アメリカ公使館書記兼通訳官として数回来日し、日本宣教の必要性を母国に訴えてアメリカ人による日本宣教の機運をつくる。中国でのキリスト教宣教の公認条項を含む天津条約の締結（1858年）に尽力。1876年帰米後はエール大学で教鞭をとった。ウィリアムズが出版した英中辞典『英華字彙(じい)』（1869年）は日本の初期英学研究に貢献した。

## 経歴
1812年9月22日、ウィリアムズはニューヨーク州ユーティカで生まれ、同州トロイのレンセラー工科大学で学んだ。卒業後、同大学の教授に選ばれた。
1833年6月15日、まだ20代であったが、広東省にあったアメリカン・ボードの出版部に勤務するため中国に出発した。1837年には日本人漂流民送還のためアメリカ商船モリソン号に乗船して日本に向かったが、当時日本では異国船打払令が出されており、沿岸から砲撃を受けたため日本の港への入港は出来なかった。また、モリソン号は公的には漂流民送還を目的とはしていたが、可能であれば通商・布教の交渉を行う予定であった。
1845年11月20日、サラ・ウォルワースと結婚。1848年から1851年にかけて、 中国における主たる西洋の出版物であった『チャイニーズ・リポジトリ』（中國叢報）の編集者となった。

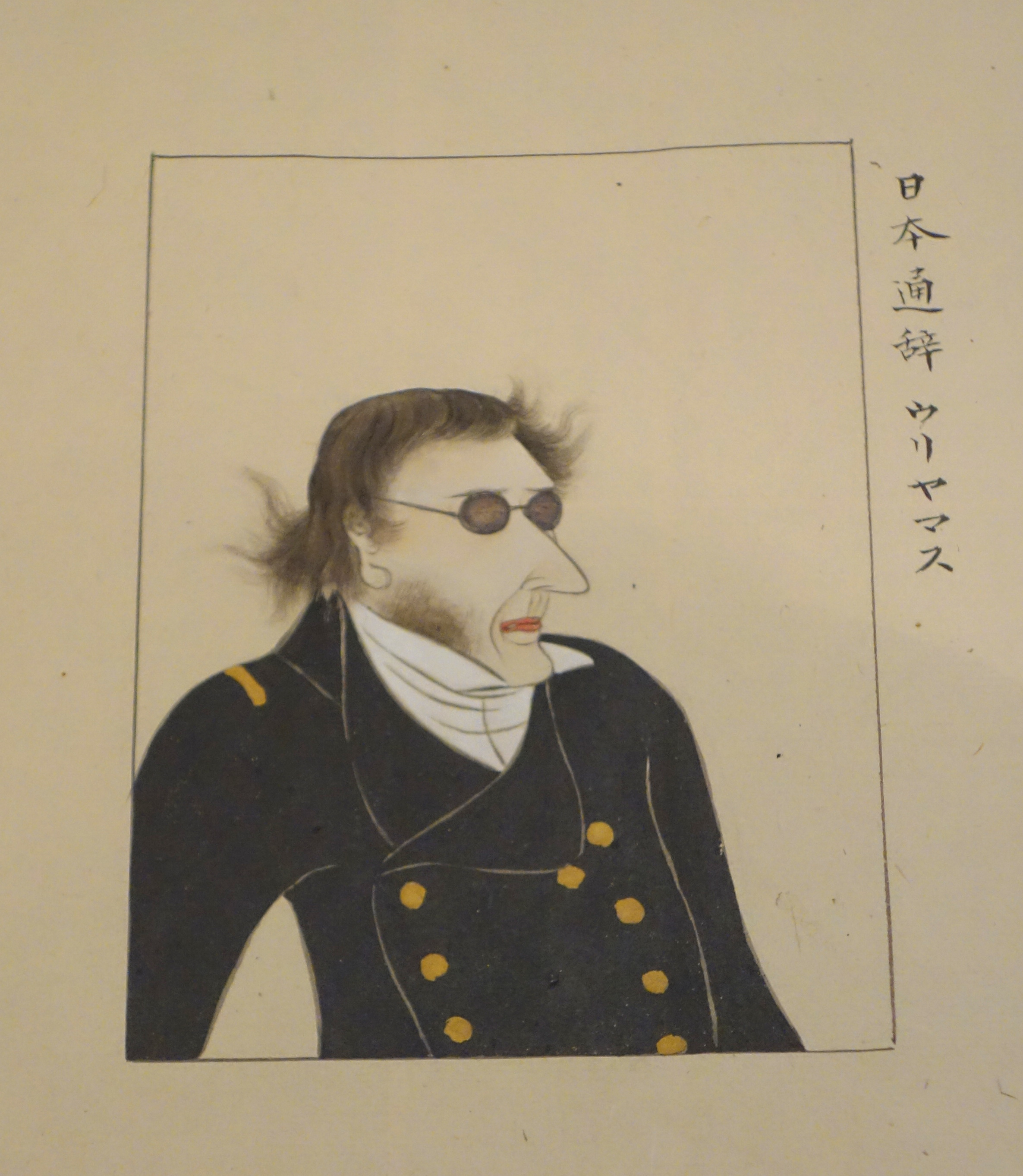
ウィリアムズ（ウリヤマス）、高川文筌と樋畑翁輔による1854年のスケッチを元にした肖像画

1853年には開国交渉のために日本に向かうマシュー・ペリー代将に、主席通訳として雇用された。ウィリアムズは中国語（漢文）が出来たことに加え、日本人漂流者から日本語を学び、マタイ伝の日本語翻訳を行ったり、日本語語彙表を作成するなど日本語の知識も有していた。ペリーはウィリアムズを介しての日本語での交渉も考えていたが、ウィリアムズはこれを辞退したため、口頭での交渉は日米双方のオランダ語通訳を介して行われた（ただし、ウィリアムズ自身は、日本側の発言はほとんど理解できたと述べている）。
他方、文書での交渉は漢文も併用され、1854年のペリーの2回目の渡航の際に、ウィリアムズは日米和親条約の漢文版に署名している。この2回目の渡航では、ウィリアムズは香港で中国人の助手（漢文通訳）として羅森を雇い、日本への渡航へ同行させた。
下田沖に停泊中の旗艦ポーハタン号に吉田松陰が密航を訴えて乗り込んできた際、ペリー宛の手紙を翻訳し（この手紙はエール大学図書館のウィリアムズ家文書に保管されている）、応対したのもウィリアムズであった。なお、この後も1858年、1872年に日本を訪れている。前述のマタイ伝に加え創世記の日本語翻訳を完了しており、出版のために横浜のサミュエル・ロビンス・ブラウンに送っていたが、1867年5月にブラウンの家の火災で焼失したとされていた。しかしながら1950年頃、九州でウィリアムズのマタイ伝の原稿と思われるものが発見されている。
1855年、ウィリアムズは中国派遣米国外交団の書記官に任命された。中国に滞在中の1856年、『英華分韻撮要』（A Tonic Dictionary Of The Chinese Language In The Canton Dialect）を記述した。清朝政府の長年にわたる反対の後、ウィリアムズは天津条約で中国人・西洋人キリスト教徒の保護に貢献した。
1860年、北京駐在の臨時代理大使に任命された。その職を1876年10月25日に辞したが、1833年に広東に来て以来43年が経過していた。
1876年に米国に戻り、エール大学最初の中国語および中国文学の教授となった。1881年2月3日、アメリカ聖書協会の会長に任命された。1884年2月16日死去。

## 著作

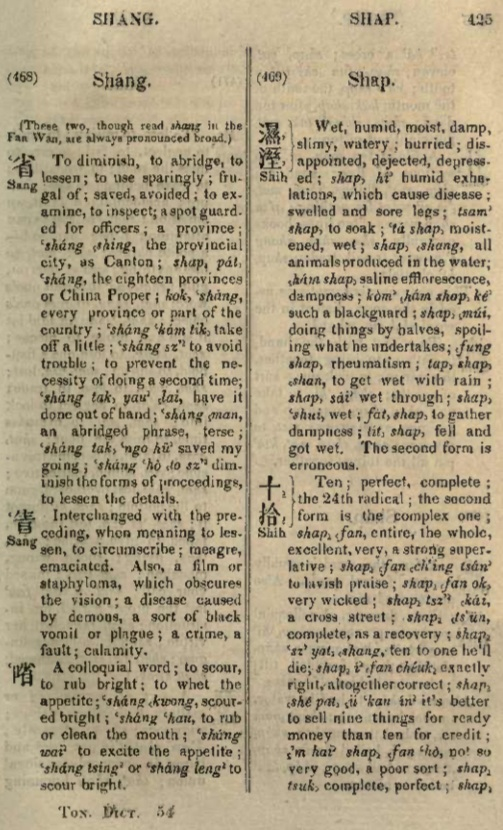
『英華分韻撮要』より

- Elijah Coleman Bridgman, Samuel Wells Williams (1842). The Chinese Repository. 11. Canton: Printed for the proprietors
- “Narrative Of A Voyage Of The Ship Morrison Captain D. Ingersoll, To Lewchew And Japan, In The Months of July and August, 1837”. The Calcutta Christian Observer 7:  37-42. (1938).（モリソン号事件についての記事）
- Samuel Wells Williams (1842). Easy lessons in Chinese: or progressive exercises to facilitate the study of that language. Macao: Printed at the Office of the Chinese Repository
- Samuel Wells Williams (1844). English & Chinese vocabulary in the court dialect. Macao: Office of the Chinese Repository
  - 英語から中国語（官話）を引くための辞典。柳沢信大の手で訓点を加えた版が1869年に『英華字彙』の題で日本でも出版された。
- Samuel Wells Williams, John William Orr (1848). The middle kingdom: a survey of the geography, government, education, social life, arts, religion, etc. of the Chinese empire and its inhabitants, Volume 1. New York: Wiley and Putnam
  - 『中国総論』として1887年に日本語に部分訳されている。
- Account of a Japanese romance (1849)
- Samuel Wells Williams (1856). A tonic dictionary of the Chinese language in the Canton dialect. Canton: Printed at the Office of the Chinese repository
  - 中国語の題は『英華分韻撮要』。広東語の発音順の辞典だが、官話の音も載せる。
- The Chinese commercial guide (1856)
- Samuel Wells Williams (1874). A syllabic dictionary of the Chinese language: arranged according to the Wu-fang Yuen Yin, with the pronunciation of the characters as heard in Peking, Canton, Amoy, and Shanghai. Shanghai: American Presbyterian Mission Press
  - 中国語の題は『漢英韻府』。官話の発音順辞典。
- Chinese Immigration (1879)
- F.W. Williams, ed (1910). A journal of the Perry expedition to Japan (1853-1854)
  - 洞富雄訳『ペリー日本遠征随行記』雄松堂書店「新異国叢書」、1978年。ASIN B000J9GWTU（オンデマンド版2017年11月）
    - 講談社学術文庫（西川武臣 解説）、2022年7月。 ISBN 4065283973

## 参考資料
- "God's China: The Middle Kingdom of Samuel Wells Williams," Ch 6 in John Rogers Haddad. The Romance of China : Excursions to China in U.S. Culture, 1776-1876. (New York: Columbia University Press,  2008).   ISBN  9780231130943 (cloth alk. paper) ISBN 9780231504041 (e-book).

- Frederick Wells Williams, The Life and Letters of Samuel Wells Williams, Ll.D., Missionary, Diplomatist, Sinologue (New York: G.P. Putnam's sons, 1889). vi, 490p.
  - 宮澤眞一訳『清末・幕末に於けるS・ウェルズ・ウィリアムズ生涯と書簡』高城書房出版 (2008年)。ISBN 978-4887771130
- James Muhlenberg Bailey, "Obituary Samuel Wells Williams," Journal of the American Geographical Society of New York 16 (1884): 186-93.
- Biography of Samuel Wells Williams in The Far East, New Series, Volume 1, December 1876, pages 140-2.
- Biography with photo
- 矢吹晋『ペリー遠征における通訳ウィリアムズの役割――衛三畏生誕200周年北京外国語大学シンポジウム報告』
- 高谷道男『ヘボン』吉川弘文館〈人物叢書〉（1986年、原著は1961年）。ISBN 978-4642050531
- 夜久正雄 『研究ノート エール大学図書館・ウイリアムズ家文書の吉田松陰渡海密書二通について』　Reseach Notes　Yoshida Shoin's Secret Letters to Commodore M. C. Perry in Williams' Collection, Library of Yale University　亜細亜大学教養部紀要 15, 53-73, 1977
- 丸山健夫 『ペリーとヘボンと横浜開港－情報学から見た幕末』 臨川書店　平成21年（2009年） ISBN 978-4-653-04035-4